# Conceição do Mato Dentro (ort)
Conceição do Mato Dentro är en ort i Brasilien.   Den ligger i kommunen Conceição do Mato Dentro och delstaten Minas Gerais, i den sydöstra delen av landet, 600 km sydost om huvudstaden Brasília. Conceição do Mato Dentro ligger 708 meter över havet och antalet invånare är 10 708.
Terrängen runt Conceição do Mato Dentro är huvudsakligen kuperad, men åt nordväst är den platt. Runt Conceição do Mato Dentro är det glesbefolkat, med 19 invånare per kvadratkilometer..
Omgivningarna runt Conceição do Mato Dentro är huvudsakligen savann.